# اچ‌ام‌اس کرکس (۱۸۹۸)
اچ‌ام‌اس کرکس (۱۸۹۸) (به انگلیسی: HMS Vulture (1898)) یک کشتی بود. این کشتی در سال ۱۸۹۸ ساخته شد.